# Emonogatari
Emonogatari (絵物語, história ilustrada) é um tipo de narrativa ilustrada em que a proporção de imagens é muito maior do que em narrativas convencionais. Pode ser considerado uma adaptação do kamishibai (teatro de papel japonês) para o formato de livro, um livro ilustrado com texto mais abundante ou até uma forma de quadrinhos em que ilustrações e texto aparecem de maneira separada. As fronteiras entre esses formatos são bastante tênues, não é incomum que uma obra comece como emonogatari e, durante sua serialização, adote características mais próximas do mangá, ou o contrário.
O termo "emonogatari" já era utilizado em obras como Chinsuke Emonogatari, de Ippei Okamoto (publicado na revista Ryōyū, em 1917), e na coleção Manga Emonogatari, da série Shōgakusei Zenshū (Editora Bungei Shunjū, 1929). Durante a Segunda Guerra Mundial, o termo foi preferido em alguns casos no lugar de mangá, por soar mais neutro ou apropriado frente à censura da época.
O formato teve grande popularidade especialmente antes e após a Segunda Guerra Mundial. Na maioria das obras, texto e ilustrações eram criados pela mesma pessoa. Algumas delas traziam balões de fala diretamente nas imagens, o que aproximava ainda mais o formato dos quadrinhos, razão pela qual emonogatari às vezes é considerado um tipo de mangá.
O estilo surgiu quando um editor da revista Shōnen Club propôs ao artista de kamishibai Sōji Yamakawa criar uma espécie de “kamishibai impresso” que pudesse ser lido individualmente. Acredita-se que o primeiro exemplo claro desse novo formato tenha sido publicado na década de 1930, na edição de julho de 1939 da revista, com o título Senbu no Yūshi (“O Bravo da Pacificação”).
Os criadores de emonogatari muitas vezes também atuavam como ilustradores, animadores, autores de mangás ou artistas de kamishibai. Entre os nomes mais representativos estão o próprio Sōji Yamakawa e Shigeru Komatsuzaki. Até mesmo Osamu Tezuka, considerado o pai do mangá moderno, e o cineasta Hayao Miyazaki produziram obras nesse formato.
Embora o auge do emonogatari tenha durado apenas algumas décadas, especialmente nos anos 1940) , ele teve um papel importante na transição para o estilo dramático dos quadrinhos conhecido como gekiga, que emergiria nos anos 1950.